# Малый погоныш

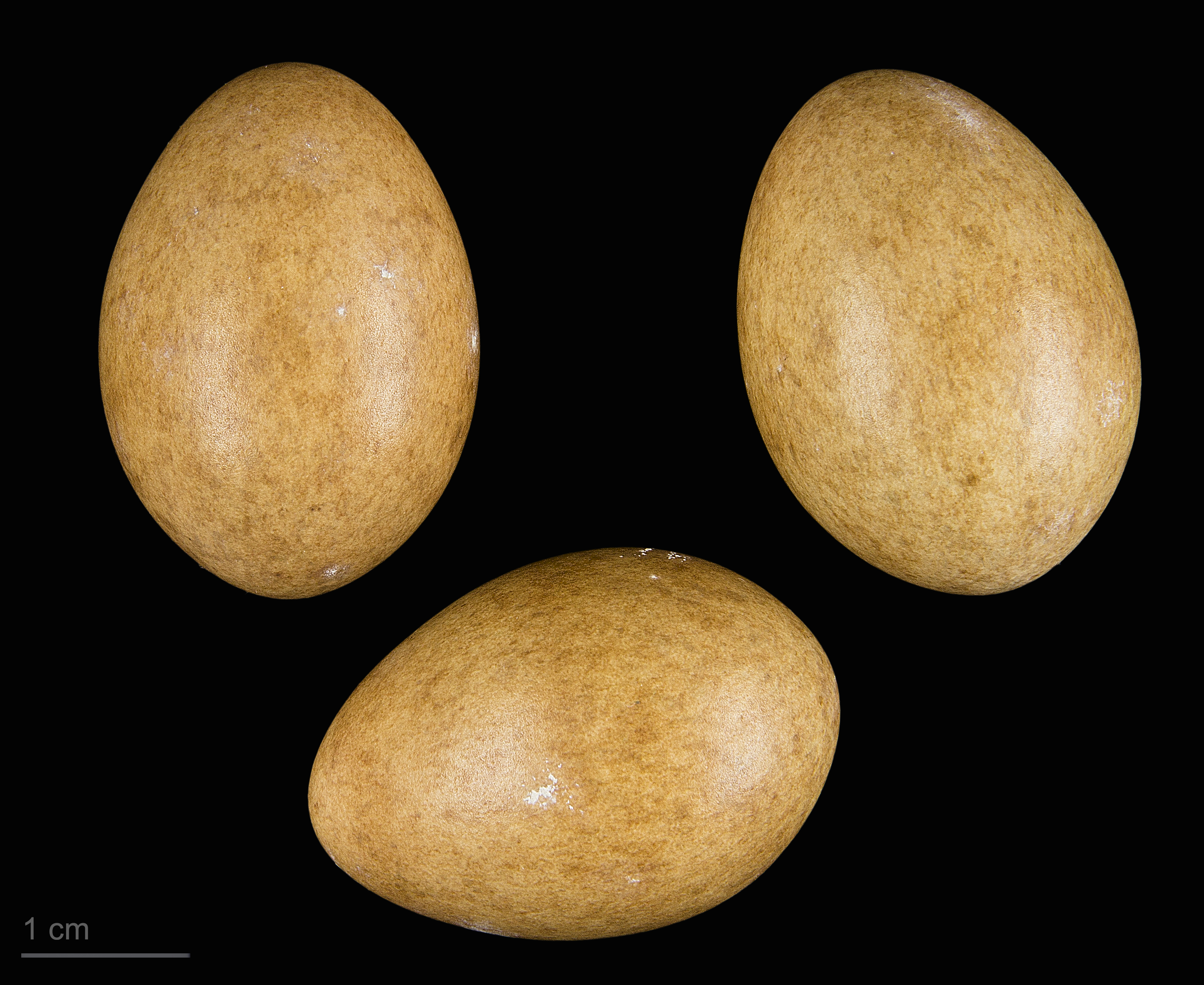
яйцо Porzana parva - Тулузский музей

Ма́лый пого́ныш, или малая курочка (лат. Zapornia parva), — вид птиц семейства пастушковых (Rallidae).

## Описание
Малый погоныш длиной 18-20 см, размах крыльев 34-39 см. Самец весит 30-72 г, масса самки 36-65 г. Продолжительность жизни малого погоныша почти 6 лет. Коричневое оперение верха имеет черноватый и белый рисунок. Низ у самца голубовато-серый со слабыми полосами по бокам, у самки коричневатый. От погоныша-крошки отличается зеленоватыми лапами, оливково-зелёным клювом с красным пятном у основания и недостающими чёрными продольными полосами по бокам.

## Распространение
Малый погоныш распространён от Восточной Европы до Западной Сибири, в Центральной Европе встречается только на востоке и юго-востоке. Обитает в болотистой местности, в камышовых, рогозовых и тростниковых зарослях. Так как птица умеет также плавать, она селится в тростниковых зарослях дальше от берега чем другие погоныши. Это перелётная птица, зимует в юго-западной Европе, в бассейне Средиземного моря, в Восточной и Северной Африке. Улетает в октябре и возвращается в марте.

## Питание
Малый погоныш питается беспозвоночными животными и их личинками, нежными побегами растений и семенами водных растений.

## Размножение
Гнездо представляет собой массивную плотную чашу, свитую из камышей, осоки и т. д., которая выложена внутри более тонким растительным материалом. Гнездо хорошо скрыто стянутыми сверху стеблями. Один или два раза в год, с мая по июнь и с июня по июль, самка откладывает от 4 до 8 желтоватых с коричневыми пятнышками яиц величиной 29 мм, которые высиживают 21-23 дня оба родителя. После вылупления цыплята остаются ещё до 8 дней в гнезде, на 50-й день они учатся летать.

## Поведение
Малый погоныш активен днём, показываясь прежде всего утром и вечером. Чаще, чем другие погоныши, попадается на глаза, обычно — когда плавает у кромки тростниковых зарослей. Самец поёт преимущественно на рассвете. Призывный крик звучит как «квек-квек». У самки без пары есть собственный призывный крик, звучащий как «пёк-пёк-пёлл» или «кик».